# 蔵宿駅
蔵宿駅（ぞうしゅくえき）は、佐賀県西松浦郡有田町蔵宿にある、松浦鉄道西九州線の駅である。

## 歴史
- 1898年（明治31年）
  - 8月7日：伊万里鉄道有田駅 - 伊万里駅間開通時に開設[1]。
  - 12月27日：伊万里鉄道が九州鉄道に吸収合併、同社の駅となる。
- 1907年（明治40年）7月1日：九州鉄道国有化、帝国鉄道庁の駅となる[1]。
- 1962年（昭和37年）2月15日：貨物取扱廃止[1]。
- 1984年（昭和59年）2月1日：荷物扱い廃止[1]。
- 1987年（昭和62年）4月1日：国鉄分割民営化に伴い、JR九州松浦線の駅となる[1]。
- 1988年（昭和63年）4月1日：松浦鉄道西九州線の駅となり[1]、同時に無人駅化。

## 駅構造

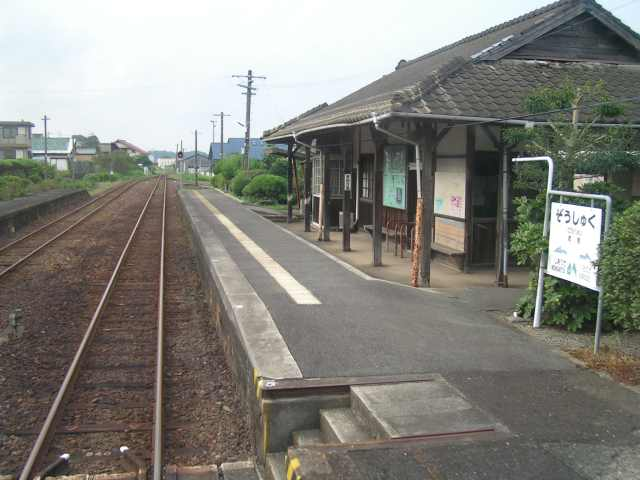
駅舎と有田方面ホーム（2006年8月）

相対式ホーム2面2線を有する列車交換可能な地上駅。両ホームは構内踏切で連絡している。列車が発着する部分はホーム嵩上げが行われた。なお、嵩上げされた部分は構内踏切の所で食い違う形となっている。
無人駅。有田方面ホームに接して1913年（大正2年）建築の古い駅舎がある。駅舎の一部（旧駅事務室部分）は、2014年（平成26年）7月より地元の主婦が運営するカフェの店舗スペースとして利用していたが、後に閉店した。店舗跡にはカフェ「薪の宿から」が入居し、2022年（令和4年）11月にプレオープンした。

### のりば
| ホーム | 路線      | 方向 | 行先               | 備考 |
| ------ | --------- | ---- | ------------------ | ---- |
| 東側   | ■西九州線 | 上り | 有田方面           |      |
| 西側   | ■西九州線 | 下り | 伊万里・佐世保方面 |      |

※案内上ののりば番号は設定されていない。

## 利用状況
近年の1日平均乗車人員の推移は以下の通り。
| 乗車人員推移       | 乗車人員推移     |
| 年度               | 1日平均 乗車人員 |
| ------------------ | ---------------- |
| 1998年（平成10年） | 62               |
| 1999年（平成11年） | 46               |
| 2000年（平成12年） | 48               |
| 2001年（平成13年） | 41               |
| 2002年（平成14年） | 30               |
| 2003年（平成15年） | 27               |
| 2004年（平成16年） | 25               |
| 2005年（平成17年） | 28               |
| 2006年（平成18年） | 18               |
| 2007年（平成19年） | 31               |
| 2008年（平成20年） | 31               |
| 2009年（平成21年） | 38               |
| 2010年（平成22年） | 44               |
| 2011年（平成23年） | 44               |
| 2012年（平成24年） | 44               |
| 2013年（平成25年） | 32               |
| 2014年（平成26年） | 32               |
| 2015年（平成27年） | 32               |
| 2016年（平成28年） | 24               |
| 2017年（平成29年） | 24               |
| 2018年（平成30年） | 23               |
| 2019年（令和元年） | 20               |
| 2020年（令和02年） | 16               |
| 2021年（令和03年） | 17               |
| 2022年（令和04年） | 21               |
| 2023年（令和05年） | 19               |

## 駅周辺
国道202号沿いにある駅の1つであるが、駅入口はその反対側に設置されている。駅から東へ少し離れた所を有田川が流れ、その対岸を佐賀県道344号線が通る。駅付近は集落となっており、国道沿いに郵便局がある。
- 蔵宿郵便局
- 浄源寺
- 国道202号
- 佐賀県道344号伊万里有田線：有田川対岸を通る道路。
- 西肥バス・有田町コミュニティバス「蔵宿駅前」停留所：国道202号沿い。
- 有田川

## 隣の駅
松浦鉄道
■西九州線
黒川駅 - 蔵宿駅 - 西有田駅